# لوون بایرامیان
لوون روبرتی بایرامیان (روسی: Левон Робертович Байрамян؛ زادهٔ ۱۷ ژانویهٔ ۱۹۹۸ در ) بازیکن فوتبال در پست هافبک ارمنی‌تبار اهل روسیه است.

## باشگاهی
از باشگاه‌هایی که در آن بازی کرده‌است می‌توان به باشگاه فوتبال کراسنودار و باشگاه فوتبال آلاشکرت اشاره کرد.